# Jacques Germain
Pour les articles homonymes, voir Germain.
Jacques Germain est un artiste-peintre français né à Paris en 1915 et mort en 2001.

## Biographie
Il est élève de l'Académie Moderne, que dirigent Fernand Léger et Amédée Ozenfant, quand Blaise Cendrars et Fernand Léger, en 1931, conseillent à ses parents de l'envoyer au Bauhaus.
Il arrive à Dessau en octobre 1931 et y reste deux semestres. Il sera le seul français à étudier au Bauhaus, il suit l'enseignement de Kandinsky. Il rentre à Paris à bicyclette en juillet 1932.
En octobre de la même année, il repart en Allemagne, à Francfort, où il suit les cours du peintre constructiviste Willi Baumeister. Il y rencontre Marthe Robert, qu'il épouse.
Avec l'arrivée des Nazis au pouvoir, il revient à Paris et travaille dans le dessin publicitaire. En septembre 1936, Jacques Germain accomplit son service militaire, la guerre éclate quelques années plus tard, l'artiste est fait prisonnier et reste trois ans en captivité.
À son retour en France, il se consacre essentiellement à la peinture.
En 1949, il réalise sa première exposition personnelle à Paris. Il expose également aux côtés de Arp, Bryen, Fautrier, Hartung, Mathieu, Picabia, etc. Il fut ami intime d'Antonin Artaud.
Germain a été représenté par diverses galeries, dont la galerie Maeght en 1951, la galerie Kriegel (61, 65, 69), la galerie Pierre Loeb (1953), la galerie Jacques Massol, la galerie Dina Vierny (1961), la galerie Arnoux, la galerie Barbier-Beltz (de 1985 à 1997), Antiquités/Galerie Duveau (2019)
En 1959, Roger Van Gindertael dit de lui : « La peinture de Germain est de substance savoureuse et ses harmonies colorées sont d'une complexité symphonique et d'une vibrance tonale exceptionnelles. Jacques Germain représente, avec une clarté particulière, le concept impressionniste adapté à l'abstraction. Assurément, il est de la lignée de brillants aînés qui ont pour noms Ubac, Manessier, Bazaine ou Le Moal. »
En 1997 une grande rétrospective fut organisée au Couvent des Cordeliers à Paris.
Il meurt en 2001. En 2002, conformément à son souhait, l'entier contenu de son atelier est légué à la Ligue nationale contre le cancer.
Certaines de ses œuvres figurent dans des collections publiques : musée d'Oslo, musée des beaux-arts de Lille, musée de Bergen, le musée de Brême, musée de Lausanne, musée d'Art moderne de Paris.